# Kootenay Boundary
Kootenay Boundary – dystrykt regionalny w kanadyjskiej prowincji Kolumbia Brytyjska. Siedziba władz znajduje się w Trail.
Kootenay Boundary ma 31 138 mieszkańców. Język angielski jest językiem ojczystym dla 89,8%, rosyjski dla 2,0%, włoski dla 2,0%, francuski dla 1,5%, niemiecki dla 1,4%,  mieszkańców (2011).